# Marie-Antoinette Katoto
Pour les articles homonymes, voir Katoto.
Marie-Antoinette Katoto, née le 1er novembre 1998 à Colombes, est une footballeuse internationale française, évoluant au poste d'attaquante à l'OL Lyonnes.
Meilleure buteuse du club parisien, elle est également meilleure buteuse du championnat de France en 2019, 2020 et 2022.

## Biographie

### Jeunesse
Marie-Antoinette Katoto est issue d'une famille originaire de la République démocratique du Congo.

### Carrière en club
Elle commence la pratique du football en 2005 au Colombes Féminin Football Club, club de sa ville natale. Elle évolue alors d'abord en défense, avant d'être attirée irrémédiablement par le but. À 12 ans, elle est repérée par le Paris Saint-Germain et intègre ainsi son centre de formation par la suite. En 2016, elle remporte le championnat de France U19, le premier titre pour le PSG.

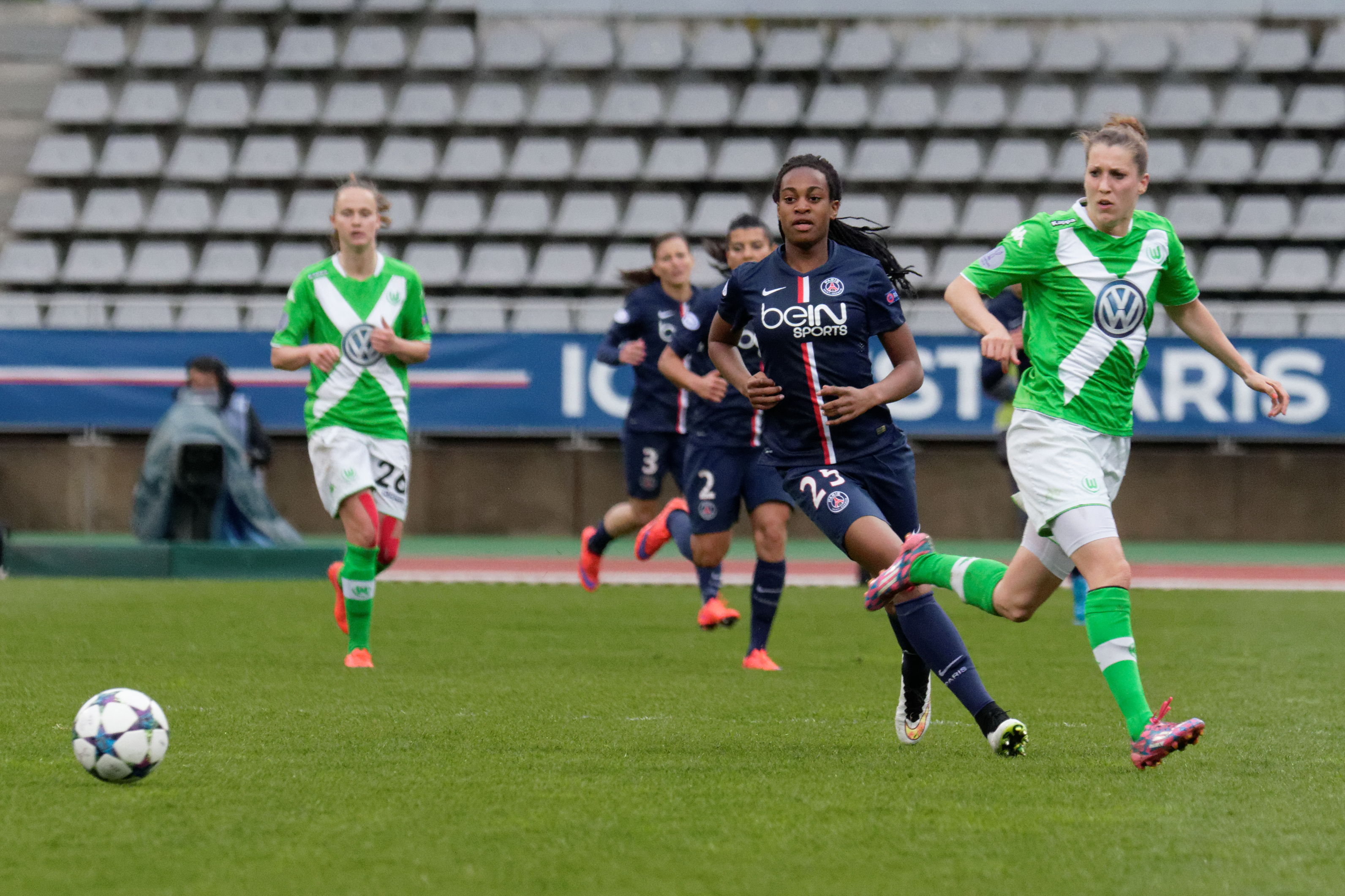
Katoto lors de son premier match pro, contre Wolfsburg en avril 2015.

Elle dispute le 26 avril 2015 son premier match professionnel à seulement 16 ans en entrant en jeu à la 86e minute lors de la demi-finale retour de Ligue des champions contre Wolfsburg. Elle est ensuite titularisée par Farid Benstiti lors des deux derniers matchs de D1 de la saison. En octobre 2016, face à Montpellier, elle se déchire les ischio-jambiers de la cuisse gauche en inscrivant le but de la victoire, et rate le Mondial U20 en Papouasie-Nouvelle-Guinée. Quatre mois plus tard, elle se blesse de nouveau dans un match contre Juvisy et rate les deux finales du Paris Saint Germain face l'Olympique lyonnais, défaites aux tirs au but pour les Parisiennes en Coupe de France (1-1) et en Ligue des champions (0-0).
À partir de la saison 2017-2018, elle s'impose véritablement dans le onze parisien, devenant une titulaire indiscutable. Le 31 mai 2018 au stade de la Meinau à Strasbourg, sur un coup du sombrero sur Lucy Bronze et une reprise du gauche, elle marque l'unique but de la finale de la coupe de France contre Lyon, et offre le titre à son club. Lors de la saison 2018-2019, elle est déléguée club de l'UNFP au sein du PSG. Le 19 mai 2019, elle remporte pour la seconde fois le titre de meilleur espoir féminin de la saison lors de la cérémonie des trophées UNFP. Avec 22 buts, elle termine également meilleure buteuse de D1.
En juillet 2020, elle est élue meilleure No 9 de la décennie formée au PSG. Elle reçoit en novembre 2020 une médaille de la part du directeur sportif Leonardo pour avoir dépassé les 100 matchs avec le PSG. Quelques jours plus tard, le 20 novembre, elle inscrit le seul but du match au sommet PSG-OL au Parc des Princes, permettant à Paris de remporter une victoire historique face à Lyon, la première en championnat depuis 2016. Le 6 décembre 2020, à l'occasion du derby parisien face au Paris FC, elle marque son 100e but toutes compétitions confondues avec le Paris Saint-Germain. La semaine suivante, contre Le Havre, elle inscrit un quadruplé et se voit remettre un trophée pour ses 100 buts par le président Nasser al-Khelaïfi. Au terme d'une saison historique pour le club parisien, elle devient championne de France.
Le 23 mai 2022, elle est nommée dans l'équipe type de D1 Arkema pour la saison 2021-2022 et remporte pour la première fois le trophée UNFP de meilleure joueuse de D1 pour cette saison.
En avril 2022, son année de fin de contrat avec le PSG, elle exprime à la presse ses désaccords avec les dirigeants sur la situation de son avenir au sein du club parisien et évoque la possibilité de quitter le giron parisien à la fin de la saison. Au terme de longues tractations, la décision sera communiquée par la joueuse le 1er juillet 2022 sur la prolongation de son contrat dans le club de la capitale jusqu'en 2025.
Le 24 mai 2025, Marie-Antoinette Katoto officialise depuis ses réseaux sociaux son départ de son club formateur’. Le 4 juin, elle signe un contrat de quatre ans avec l'OL Lyonnes.

### Carrière internationale
Marie-Antoinette Katoto passe par toutes les équipes de France jeunes et remporte avec les U19 le championnat d'Europe 2016 en Slovaquie. Elle termine meilleure buteuse de la compétition avec six réalisations. Devenue capitaine des U20, elle réalise une Coupe du monde U20 2018 en demi-teinte, ratant notamment le penalty pouvant permettre à la France d'égaliser contre l'Espagne en demi-finale.
Le 31 octobre 2018 , elle est appelée pour la première fois en équipe de France A par Corinne Diacre. Le 10 novembre 2018, elle fait ses débuts internationaux en amical face au Brésil, avec une victoire 3-1. En mai 2019, elle n'est pas retenue par la sélectionneuse Corinne Diacre pour la Coupe du monde 2019 en France, une déception pour elle.
En 2022, elle fait partie des 23 sélectionnées pour disputer le championnat d'Europe en Angleterre. Lors de cette compétition, elle inscrit un but lors du premier match contre l'Italie remporté 5-1 par la France puis se blesse au genou droit lors du match suivant contre la Belgique, ce qui met fin à sa compétition. Atteinte d'une rupture d'un ligament croisé du genou droit, elle subit une longue indisponibilité.
Le 24 février 2023, à 5 mois de la Coupe du monde (20 juillet – 20 août) en Australie et en Nouvelle-Zélande, Marie-Antoinette Katoto, Wendie Renard et Kadidiatou Diani annoncent leur mise en retrait de l'équipe de France. La FFF en prend note et rappelle « qu’aucune individualité n’est au-dessus de l’institution Equipe de France » . Selon Le Parisien l'objectif des 3 joueuses est le départ de  Corinne Diacre et de son staff et une évolution de la gouvernance autour du football féminin. Le 9 mars 2023, le Comité exécutif de la Fédération française de football met fin au contrat de Corinne Diacre,.
Diacre est remplacée par Hervé Renard. Non remise de sa blessure au genou droit, Katoto est indisponible pour la Coupe du monde 2023.
Le 5 juin 2025, elle figure dans la liste des 23 joueuses retenues par Laurent Bonadei pour disputer le Championnat d'Europe en Suisse.

## Controverse
En février 2022, dans le cadre de l'affaire Hamraoui, elle apporte avec Kadidiatou Diani son soutien à Aminata Diallo en célébrant un but, cette dernière étant soupçonnée d'avoir commandité l'agression physique de sa coéquipière Kheira Hamraoui sur fond de rivalité sportive au Paris Saint-Germain. Dans le cadre de cette affaire, on apprend que César Mavacala, agent de Marie-Antoinette Katoto, a conditionné la signature de Marie-Antoinette Katoto à celle d'Aminata Diallo et, selon Le Parisien, au départ de Kheira Hamraoui,,. En mars 2023, César Mavacala est mis en examen pour « extorsion en bande organisée ». Il est accusé d'avoir utilisé la contrainte et des menaces, pour obtenir la fin de contrat de l’entraîneur Didier Ollé-Nicolle et un nouveau contrat de trois ans pour Marie-Antoinette Katoto.

## Palmarès

### En club
Paris Saint-Germain
- Championnat de France (1)
  - Championne en 2021.
  - Vice-championne en 2015, 2016, 2018, 2019, 2020 et 2022
- Coupe de France (2)
  - Vainqueur en 2018 et 2022.
  - Finaliste en 2017 et 2020.
- Ligue des champions
  - Finaliste en 2015 et 2017.
- Trophée des championnes
  - Défaite en 2019.

 PSG -19 ans
- Championnat de France U19 (1)
  - Championne en 2016.

### En sélection
France -19 ans
- Championne d'Europe 2016

 France
- Vainqueur du Tournoi de France 2020.

### Distinctions individuelles
- Meilleure buteuse de l'Euro U19 2016 avec six buts.
- Meilleure buteuse de D1 2018-2019 (22 buts), D1 2019-2020 (16 buts) et de D1 2021-2022 (18 buts).
- Trophée UNFP de la meilleure joueuse de Division 1 féminine de la saison 2021-2022[32].
- Meilleure espoir de D1 en 2018 et 2019.
- Trophée UNFP du meilleur espoir féminin de la saison en 2018 et 2019.
- Meilleure N°9 de la décennie 2010 formée au PSG.
- Nommée dans l'équipe type de Division 1 aux Trophées UNFP du football 2021[33]
- Nommée dans l'équipe type de Division 1 aux Trophées UNFP du football 2022[34]

## Statistiques

### En club
| Saison                | Club                  | Championnat           | Championnat | Championnat | Championnat | Coupe(s) nationale(s) | Coupe(s) nationale(s) | Coupe(s) nationale(s) | Supercoupe | Supercoupe | Supercoupe | Compétition(s) continentale(s) | Compétition(s) continentale(s) | Compétition(s) continentale(s) | Compétition(s) continentale(s) | Total | Total | Total |
| Saison                | Club                  | Division              | M.          | B.          | P.d.        | M.                    | B.                    | P.d.                  | M.         | B.         | P.d.       | Comp.                          | M.                             | B.                             | P.d.                           | M.    | B.    | P.d.  |
| 2014-2015             | Paris Saint-Germain   | Division 1            | 2           | 1           | 2           | 0                     | 0                     | -                     | -          | -          | -          | C1                             | 1                              | 0                              | 0                              | 3     | 1     | 2     |
| 2015-2016             | Paris Saint-Germain   | Division 1            | 7           | 3           | 1           | 1                     | 0                     | -                     | -          | -          | -          | C1                             | 2                              | 0                              | 0                              | 10    | 3     | 1     |
| 2016-2017             | Paris Saint-Germain   | Division 1            | 7           | 6           | 2           | 1                     | 1                     | -                     | -          | -          | -          | C1                             | 3                              | 0                              | 1                              | 11    | 7     | 3     |
| 2017-2018             | Paris Saint-Germain   | Division 1            | 21          | 21          | 3           | 6                     | 5                     | -                     | -          | -          | -          | -                              | -                              | -                              | -                              | 27    | 26    | 3     |
| 2018-2019             | Paris Saint-Germain   | Division 1            | 20          | 22          | 4           | 3                     | 3                     | -                     | -          | -          | -          | C1                             | 6                              | 5                              | 0                              | 29    | 30    | 4     |
| 2019-2020             | Paris Saint-Germain   | Division 1            | 16          | 16          | 6           | 4                     | 3                     | 1                     | 1          | 0          | 0          | C1                             | 4                              | 5                              | 1                              | 25    | 24    | 8     |
| 2020-2021             | Paris Saint-Germain   | Division 1            | 19          | 21          | 8           | 1                     | 0                     | 0                     | -          | -          | -          | C1                             | 6                              | 4                              | 3                              | 26    | 25    | 11    |
| 2021-2022             | Paris Saint-Germain   | Division 1            | 21          | 18          | 4           | 5                     | 7                     | 0                     | -          | -          | -          | C1                             | 7                              | 7                              | 0                              | 33    | 32    | 4     |
| 2022-2023             | Paris Saint-Germain   | Division 1            | 0           | 0           | 0           | 0                     | 0                     | 0                     | -          | -          | -          | C1                             | 0                              | 0                              | 0                              | 0     | 0     | 0     |
| 2023-2024             | Paris Saint-Germain   | Division 1            | 20+2        | 11+1        | 6           | 2                     | 1                     | 0                     | 0          | 0          | 0          | C1                             | 11                             | 7                              | 0                              | 35    | 20    | 6     |
| 2024-2025             | Paris Saint-Germain   | Division 1            | 19+1        | 12          | 3           | 2                     | 0                     | 0                     | 0          | 0          | 0          | C1                             | 2                              | 0                              | 0                              | 24    | 12    | 3     |
| Total sur la carrière | Total sur la carrière | Total sur la carrière | 155         | 132         | 39          | 25                    | 20                    | 1                     | 1          | 0          | 0          | -                              | 42                             | 28                             | 5                              | 223   | 180   | 45    |

- https://www.fff.fr/competition/match/30085287-croix-blanche-angers-football-paris-saint-germain-fc.html

### En sélection nationale
| Saison                | Sélection             | Campagne              | Phases finales | Phases finales | Phases finales | Éliminatoires | Éliminatoires | Éliminatoires | Matchs amicaux | Matchs amicaux | Matchs amicaux | Total | Total | Total |
| Saison                | Sélection             | Campagne              | M              | B              | Pd             | M             | B             | Pd            | M              | B              | Pd             | M     | B     | Pd    |
| --------------------- | --------------------- | --------------------- | -------------- | -------------- | -------------- | ------------- | ------------- | ------------- | -------------- | -------------- | -------------- | ----- | ----- | ----- |
| 2018-2019             | France                | Coupe du monde 2019   | -              | -              | -              | -             | -             | -             | 4              | 1              | 0              | 4     | 1     | 0     |
| 2019-2020             | France                | Euro 2022             | -              | -              | -              | 2             | 2             | 1             | 3              | 0              | 0              | 5     | 2     | 1     |
| 2020-2021             | France                | Euro 2022             | -              | -              | -              | 6             | 6             | 1             | 2              | 1              | 0              | 8     | 7     | 1     |
| 2021-2022             | France                | Euro 2022             | 2              | 1              | 1              | -             | -             | -             | 5              | 5              | 2              | 7     | 6     | 3     |
| Total sur la carrière | Total sur la carrière | Total sur la carrière | 2              | 1              | 1              | 8             | 8             | 2             | 14             | 7              | 2              | 24    | 16    | 5     |